# 午夜速遞
是一部1999年的美國劇情電影，導演是馬田·史高西斯，保羅·許瑞德編劇，改編自喬·康奈利的小說。主演是尼古拉斯·基治、派翠西亞·艾奎特、尊·古曼、文·雷姆斯和湯姆·塞茲摩爾。

## 劇情
1990年代早期的曼克頓，一個在紐約擔任零晨輪班工作的救護員Frank Pierce，在紐約街頭拯救病人時，因被一名去世病人的幻像所糾纏而令他陷於精神緊張的狀態，同時他又遇上一個想又未死的病人，他要抉擇那病人的生命，面對病人死亡時若即若離的感受和壓力！三個亂七八糟的晚上，三個不同的拍檔：Larry、Marcus和Wolls，令Frank愈想復原，卻愈墮入瘋狂深淵。

## 演員
- 尼古拉斯·基治 飾 Frank Pierce
- 派翠西亞·艾奎特 飾 Mary Burke
- 尊·古曼 飾 Larry
- 文·雷姆斯 飾 Marcus
- 湯姆·塞茲摩爾 飾 Tom Wolls
- 馬克·安東尼 飾 Noel
- 克利夫·柯蒂斯 飾 Cy Coates
- 瑪莉·貝絲·赫特（英语：Mary Beth Hurt） 飾 Nurse Constance
- 艾達·特托羅 飾 Nurse Crupp
- 菲莉絲·桑莫薇（英语：Phyllis Somerville） 飾 Mrs. Burke
- 拉蒂法女皇 飾 Dispatcher Love（配音）
- 馬田·史高西斯 飾 Dispatcher（配音）
- 米高·K·威廉斯 飾 毒販
- muMs da Schemer（英语：muMs da Schemer） 飾 人群中的人

## 原聲帶

### 曲目
1. "T.B. Sheets（英语：T.B. Sheets）" - 范·莫里森
2. "Janie Jones（英语：Janie Jones (song)）" - 衝擊合唱團
3. "You Can't Put Your Arms Around a Memory（英语：You Can't Put Your Arms Around a Memory）" - 強尼·通德斯（英语：Johnny Thunders）
4. "What's the Frequency, Kenneth?（英语：What's the Frequency, Kenneth?）" - R.E.M.
5. "I'm So Bored with the USA（英语：I'm So Bored with the USA）" - 衝擊合唱團
6. "Red Red Wine（英语：Red Red Wine）" - UB40
7. "Nowhere to Run（英语：Nowhere to Run (song)）" - 瑪莎·里維斯與範德拉（英语：Martha and the Vandellas）
8. "Too Many Fish in the Sea" - 驚豔合唱團（英语：The Marvelettes）
9. "Rang Tang Ding Dong (I Am a Japanese Sandman（英语：The Japanese Sandman）)" - The Cellos
10. "Rivers of Babylon" - The Melodians（英语：The Melodians）
11. "Combination of the Two" - 大哥控股公司樂團（英语：Big Brother and the Holding Company）
12. "Bell Boy（英语：Bell Boy (song)）" - 誰人樂團

## 外部連結
- 互联网电影数据库（IMDb）上《Bringing Out the Dead》的资料（英文）
- 爛番茄上《Bringing Out the Dead》的資料（英文）
- AllMovie上《午夜速遞》的资料（英文）
- 豆瓣电影上《午夜速遞》的資料 （简体中文）